# Saint-Lambert-sur-Dive
Saint-Lambert-sur-Dive é uma comuna francesa na região administrativa da Normandia, no departamento Orne. Estende-se por uma área de 7,53 km². Em 2010 a comuna tinha 147 habitantes (densidade: 19,5 hab./km²).